# Asperg
Asperg è una città tedesca situata nel land del Baden-Württemberg.